# Plebeia llorentei
Plebeia llorentei är en biart som beskrevs av Ayala 1999. Plebeia llorentei ingår i släktet Plebeia och familjen långtungebin. Inga underarter finns listade i Catalogue of Life.